# Nils Knut Sundblad

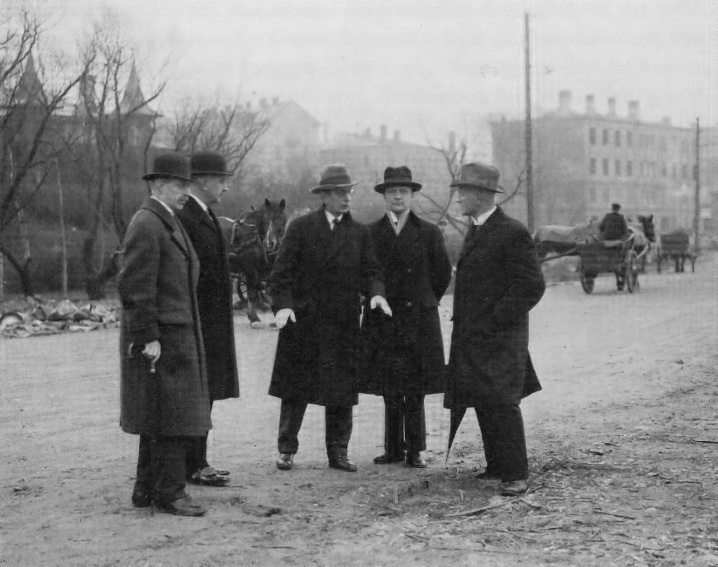
"Borgarråd och gatukontor överlägger en kulen morgon; från vänster distriktsingenjören Carl Gustaf Bergman, gatudirektören N. K. Sundblad, borgarrådet Yngve Larsson, överingenjören Gunnar Ekwall samt reservarbetenas chef, överingenjören Einar Berger."

Nils Knut Sundblad, född 27 februari 1881 i Nås socken, Kopparbergs län, död 19 april 1954 i Oscars församling, Stockholm, var en svensk väg- och vattenbyggnadsingenjör.
Efter mogenhetsexamen i Örebro 1899 utexaminerades Sundblad från Kungliga Tekniska högskolan 1904. Han var ingenjör vid stadsingenjörskontoret i Härnösands stad 1904–06, vid väg- och vattenbyggnadsdistriktet i Karlstad 1907, avdelningsingenjör vid Trollhätte kraftverksbyggnader och kanalombyggnader 1907–13, arbetschef vid Porjus kraftverksbyggnader 1913–14, vid Trollhätte kraftverks andra utbyggnad 1915–19, byggnadschef vid Lule älvs kraftverksbyggnader 1919–24, vid Norrfors kraftverksbyggnader vid Umeå 1924–26, vid Vattenfallsstyrelsen i Stockholm 1927–28, Stockholms stads gatudirektör 1928–35 och byggnadschef vid Södersjukhuset från 1940. 
Sundblad var medlem av ett flertal nämnder och kommittéer i Trollhättan, Porjus och Stockholm och styrelseledamot i bland annat Svenska kommunaltekniska föreningen. Han var ledamot av Slussbyggnadskommittén (1930–1935), och han utgav ett flertal avhandlingar i tekniska frågor.